# Alger Hiss
Alger Hiss (11. listopadu 1904 Baltimore – 15. listopadu 1996 New York) byl americký diplomat, v roce 1948 obviněný ze špionáže pro Sovětský svaz a odsouzen za křivou výpověď.

## Kariéra
Po studiu práv na Harvardově univerzitě, která ukončil 1929, a právnické praxi u různých soukromníků i státních institucí, vstoupil do vládních služeb v době prezidentství Franklina D. Roosevelta. V roce 1933 krátce pracoval na ministerstvu spravedlnosti, později na ministerstvu zemědělství a roku 1936 se svým mladším bratrem Donaldem Hissem nastoupil u ministra zahraničí USA. V letech 1939–1944 byl asistentem ministrova poradce pro dálněvýchodní záležitosti. V roce 1944 Alger Hiss dosáhl vrcholu své kariéry, když byl jmenován ředitelem Kanceláře pro politické záležitosti, která se věnovala plánování poválečných mezinárodních institucí. V této funkci se zúčastnil řady diplomatických jednání, včetně vytvoření OSN v Dumbarton Oaks, jaltské konference a předsedal konferenci v San Franciscu, kde byla podepsána Charta OSN. Na konferenci mj. sepsal memorandum, které odmítalo Stalinův návrh, aby každá ze sovětských republik měla v OSN svůj hlas. V roce 1947 odešel Hiss ze státní služby a stal se prezidentem Carnegieho nadace.

## Obvinění z komunismu
Hisse obvinil z komunismu novinář, překladatel a bývalý člen komunistické strany v USA Whittaker Chambers, který stranu opustil údajně v roce 1937 na protest proti Stalinským čistkám). Do té doby Chambers údajně řídil komunistickou buňku ve Washingtonu. Protože byl zděšen z uzavření sovětsko-německého paktu, na podzim 1939, pod příslibem imunity, informoval úřady o všem, co věděl o sovětských a komunistických aktivitách v USA. Mezi jiným označil za komunisty i několik úředníků ministerstva zahraničí, včetně bratrů Hissových. Přestože Chamberse během války několikrát vyslýchala FBI, v době americko-sovětského spojenectví nebyl jeho obviněním přikládán význam.

## Obvinění ze špionáže
V srpnu 1948, kdy v USA začínal hon na sovětské špiony, byl Chambers předvolán před Výbor pro neamerickou činnost, kde znovu obvinil Algera Hisse z komunismu, současně však odpřisáhl, že Hiss nebyl špionem. Hiss členství v komunistické straně před výborem popřel a poté, co jej Chambers v časopise i v rádiu opakovaně označil za komunistu, Chamberse zažaloval pro pomluvu. Chambers reagoval tím, že Hisse obvinil i ze špionáže a vůbec poprvé předložil i důkazy – 65 strojopisných kopií a 5 cívek filmu s fotokopiemi dokumentů ministerstva zahraničí, které mu Hiss údajně předával. Šlo jak o běžnou kancelářskou agendu, tak i o tajné telegramy amerických zastupitelských úřadů a 4 stránky Hissových rukopisných poznámek k obsahu některých telegramů. Podle expertů FBI, patřil rukopis Hissovi a také kopie byly pořízeny na jeho psacím stroji. Dokumenty pocházely ze druhé poloviny 30. let, poslední z konce ledna 1938. Do té doby Chambers celá léta tvrdil, že z komunistické strany vystoupil v roce 1937, po zveřejnění dokumentů začal tvrdit, že stranu opustil až v září 1938.

## Odsouzení za křivou výpověď
Vzhledem k tomu, že dokumenty byly více než devět let staré a promlčení špionáže nastávalo po pěti letech, nemohl být Hiss souzen za špionáž, avšak byl odsouzen za křivou výpověď před Výborem pro neamerickou činnost. První soud skončil bez verdiktu, protože porota se nedokázala shodnout o Hissově vině. Hlavním svědkem proti Hissovi byl Chambers, který před výborem rovněž lhal, ale nikdy za křivou výpověď souzen nebyl. U druhého soudu v roce 1950 vystoupila Hede Massingová, rakouská herečka, která před válkou byla sovětskou špionkou, ale pod dojmem ze Stalinských čistek zběhla. Před soudem potvrdila, že potkala Hisse na komunistické schůzi v roce 1935 a že se Hiss snažil naverbovat jiného agenta Noela Fielda, který pracoval pro Massingovou (Field byl americký komunista, v roce 1949 zatčený v Praze jako americký špion, následně svědčil v politickém procesu s László Rajkem). Výrokem soudu z 25. ledna 1950 byl Alger Hiss odsouzen k pěti letům vězení.

## Následky Hissova případu
Ačkoliv Hiss nebyl odsouzen za špionáž a odseděl si necelé čtyři roky z pětiletého trestu, jeho případ odstartoval doslova hon na špiony v nejvyšších patrech státního aparátu USA. Díky případu se politicky zviditelnili zejména dva členové Výboru pro neamerickou činnost – senátor McCarthy a kongresman Nixon.
Po propuštění z vězení se Hiss musel živit jako obchodník. V roce 1957 vydal knihu, v níž označil důkazy předložené Chambersem za padělky. Tyto dokumenty byly označeny jako přísně tajné a vysoce citlivé, nebyly proto během procesu z Hissem zveřejněny. V roce 1975 skupina stěžovatelů u soudu dosáhla odtajnění a zveřejnění těchto dokumentů – ukázalo se, že většina z nich obsahuje rutinní záležitosti. Krátce po zveřejnění byl Hiss znovu přijat do advokátní komory a mohl se vrátit k právnické praxi. Celý svůj další život, až do smrti v roce 1996, se snažil dokázat, že nepracoval jako sovětský špion.
Po rozpadu Sovětského svazu nezávisle na sobě Alger Hiss i bývalý prezident Richard Nixon požádali sovětské úřady o dokumenty k Hissově případu. Ačkoliv první odpovědi vylučovaly působení Hisse jako sovětského špiona, pozdější pátrání historiků odhalilo nepřímé důkazy, že Hiss pracoval pro vojenskou rozvědku GRU a někteří historikové (např. Ronald Radosh) tvrdí, že našli i přímé zmínky o Hissovi.
V roce 1992 CIA zveřejnila podrobnosti o přísně tajném projektu Venona, v jehož rámci bylo v letech 1943 až 1980 zachyceno a dešifrováno asi 3000 tajných sovětských depeší. Některé z nich údajně potvrzují, že Hiss byl špionem pod krycím jménem "ALES", ale mnozí badatelé považují dokumenty Venony za nejednoznačné. Například podle jedné z depeší z roku 1945 (Venona #1822) špión ALES, který pracoval pro GRU, byl na Jaltské konferenci a následně měl odcestovat do Moskvy, což ukazuje na Hisse. Avšak podle téže depeše ALES získával pouze informace vojenského charakteru, zatímco dokumenty, které sloužily jako důkazy proti Hissovi, byly výlučně civilní.